# Rekrutierung (Sozialforschung)
Unter Rekrutierung im Sinne der (empirischen) Sozialforschung versteht man den Prozess des Anwerbens von zukünftigen Versuchsteilnehmern für ein Experiment, einen Test, eine Befragung oder eine Beobachtung.

## Probleme bei der Rekrutierung
Eine empirische Forschungsstudie kann in ihren Ergebnissen dadurch verzerrt oder gar entwertet werden, dass die zu Grunde liegende Stichprobe nicht den Personenmerkmalen der eigentlich interessierenden, betreffenden Population entspricht (Repräsentativität). Es konnte nachgewiesen werden (Bortz, 2006), dass Personen, die sich freiwillig als Versuchspersonen melden oder registrieren lassen, in ihren Personenvariablen nicht genau der Grundgesamtheit entsprechen. Durch einen Pretest kann eine solche verzerrte Stichprobe bemerkt werden. Im Idealfall lassen sich dann zwischen den Forschungsschritten „Rekrutierung“ und „Messung per Instrument“ noch Selektionen der Freiwilligen durchführen oder statistische Korrekturen einplanen.